# Armand Noualhier
Pour les articles homonymes, voir Noualhier.
Armand Noualhier est un homme politique français né le 1er mai 1803 à Limoges (Haute-Vienne) et mort le 27 mai 1885 en son château de la Borie près de Limoges.

## Biographie
Descendant de la famille des émailleurs limousins célèbres depuis le XVIIe siècle. Directeur d'une fabrique de porcelaine et d'une exploitation de kaolin, juge au tribunal de commerce, il est conseiller municipal de Limoges en 1835, adjoint au maire, puis maire de 1853 à 1859. Il est aussi conseiller général et député de la Haute-Vienne de 1852 à 1870, chevalier de la Légion d'honneur, siégeant dans la majorité soutenant le Second Empire.

## Distinctions
- Chevalier de la Légion d'honneur.

## Sources
1. ↑  André LECLER, DICTIONNAIRE HISTORIQUE ET GÉOGRAPHIQUE DE LA HAUTE-VIENNE, Limoges, 1902-1909, edition en ligne 2014 (v1), 890 p. (lire en ligne), p. 315

- Archives départementales de la Haute-Vienne, État civil Limoges, 3 E 85/310 décès 1885.